# Oana Chirilă
Oana Florica Chirilă; z domu Şoit (ur. 3 maja 1981 w Klużu-Napoce) – rumuńska piłkarka ręczna, reprezentantka kraju, grająca na pozycji prawej rozgrywającej. Obecnie występuje w drużynie C.S. Oltchim Râmnicu Vâlcea.
Wicemistrzyni Świata z 2005 r.
Brązowa medalistka mistrzostw Europy z 2010 r.

## Sukcesy

### reprezentacyjne
- wicemistrzyni Świata  (2005)
- brązowy medal mistrzostw Europy  (2010)

### klubowe
- mistrzostwo Hiszpanii  (2003, 2004, 2008, 2011)
- puchar Królowej  (2005, 2011)
- finalistka Ligi Mistrzyń  (2011)
- mistrzostwo Rumunii  (2012)